# Jon Fosse
Jon Fosse (Haugesund, 1959. szeptember 29. –) Nobel-díjas norvég író, drámaíró.
A The Daily Telegraph 2007-es „Top 100 élő géniusz” listáján a 83. helyre rangsorolták. 2015-ben megkapta az Északi Tanács Irodalmi Díját, az Andvake, Olavs draumar és Kveldsvævd című novelláiért.
2023. október 5-én jelentették be, hogy munkásságát irodalmi Nobel-díjjal jutalmazzák.

## Magyarul megjelent művei
- Valaki jönni fog; in: Színrevalók. Kovács Ferenc színpadi változatai; Nemzeti Tankönyvkiadó, Bp., 1995 (Égvilág)
- A gyermek / Nincs többé...; ford., ill. Kovács Ferenc; OSZMI, Bp., 1997 (Skenotheke)
- Ibsen én vagyok. Jon Fosse és Kovács katáng Ferenc drámái Henrik Ibsenről, Földes Anna írásai a magyar színházról; szerk. Mihályi Gábor; Új Világ–Antonin Liehm Alapítvány, Bp., 2007 (Európai kulturális füzetek)
- Álmatlanság (Andvake); ford. A. Dobos Éva; Kalligram, Pozsony, 2008, ISBN 9788081010835
- Melankólia. Regény; ford. A. Dobos Éva; Kalligram, Pozsony, 2012 ISBN 9788081015939
- Reggel és este (Morgon og kveld); ford. A. Dobos Éva; Kalligram, Pozsony, 2010, ISBN 9788081013249
- Valaki jön majd. Hat színmű / Valaki jön majd / A név / Egy nyári nap / Tél / Halálvariációk / Én vagyok a szél; ford., előszó Domsa Zsófi; QLT Műfordító Bt., Bp., 2012 (Polar könyvek), ISBN 9789638829641
- Trilógia / Álmatlanság / Olav álma / Esti dal; Kalligram, Pozsony, 2015 ISBN 9788081018886[21]
- A másik név. Szeptológia 1.; ford. A. Dobos Éva; Kalligram, Bp., 2019 ISBN 9789634681397
- Fehérség; ford. A. Dobos Éva; Kalligram, Bp., 2024